# 松岡久善
松岡 久善（まつおか ひさよし、1992年9月1日 - ）は、ラグビーユニオン選手。

## プロフィール
- 兵庫県出身。
- ポジションはウィング (WTB)。
- 身長: 183 cm、体重: 87 kg
- ニックネームはしゅーぞー。
- 7人制日本代表に選ばれたことがある[1]。

## 略歴
高校1年生の時に野球部からラグビー部に転部した。
2011年、村野工業高校卒業後、摂南大学に入る。
2015年、摂南大学卒業後、東芝ブレイブルーパス (現・東芝ブレイブルーパス東京)に加入。
2016年8月27日に行われたジャパンラグビートップリーグ第1節のクボタスピアーズ戦に先発出場で公式戦初出場を果たす。
2023-24シーズンまでで、9年間所属していた東芝ブレイブルーパス東京を退団した。